# کارایکال
کارایکال (به انگلیسی: Karaikal) یک منطقهٔ مسکونی در هند است که در بخش کارایکال واقع شده‌است.